# Ulf Bergfjord
Carl Ulf Bergfjord, född 31 maj 1951, är en svensk arkitekt bosatt i Karlstad. Till tre av de fyra lag som spelade semifinal i Elitserien i ishockey 2006/2007 hade Bergfjord ritat arenor.
Bergfjord var delägare och v.d. i arkitektfirman Bergfjord & Ivarson, som 2011 förvärvades av Tengbomgruppen.

## Verk i urval
- Löfbergs Arena
- Saab Arena
- Hägglunds Arena (tidigare Swedbank Arena)
- Sparbanken Lidköping Arena
- Karlstad CCC

## Bildgalleri

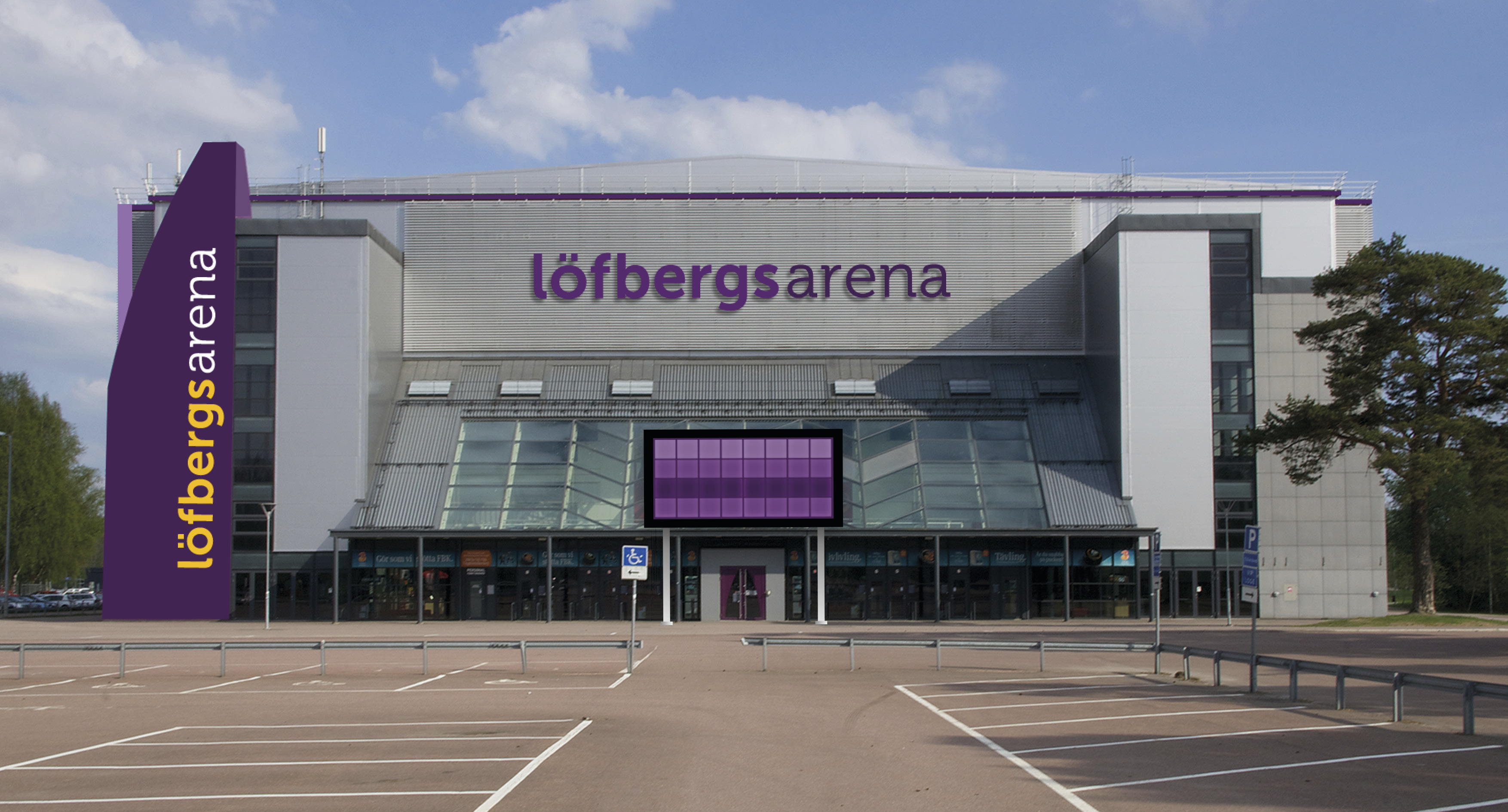
Löfbergs Arena
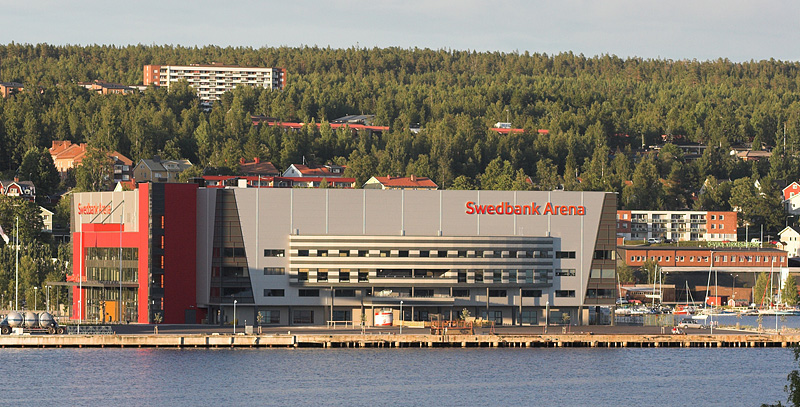
Hägglunds Arena
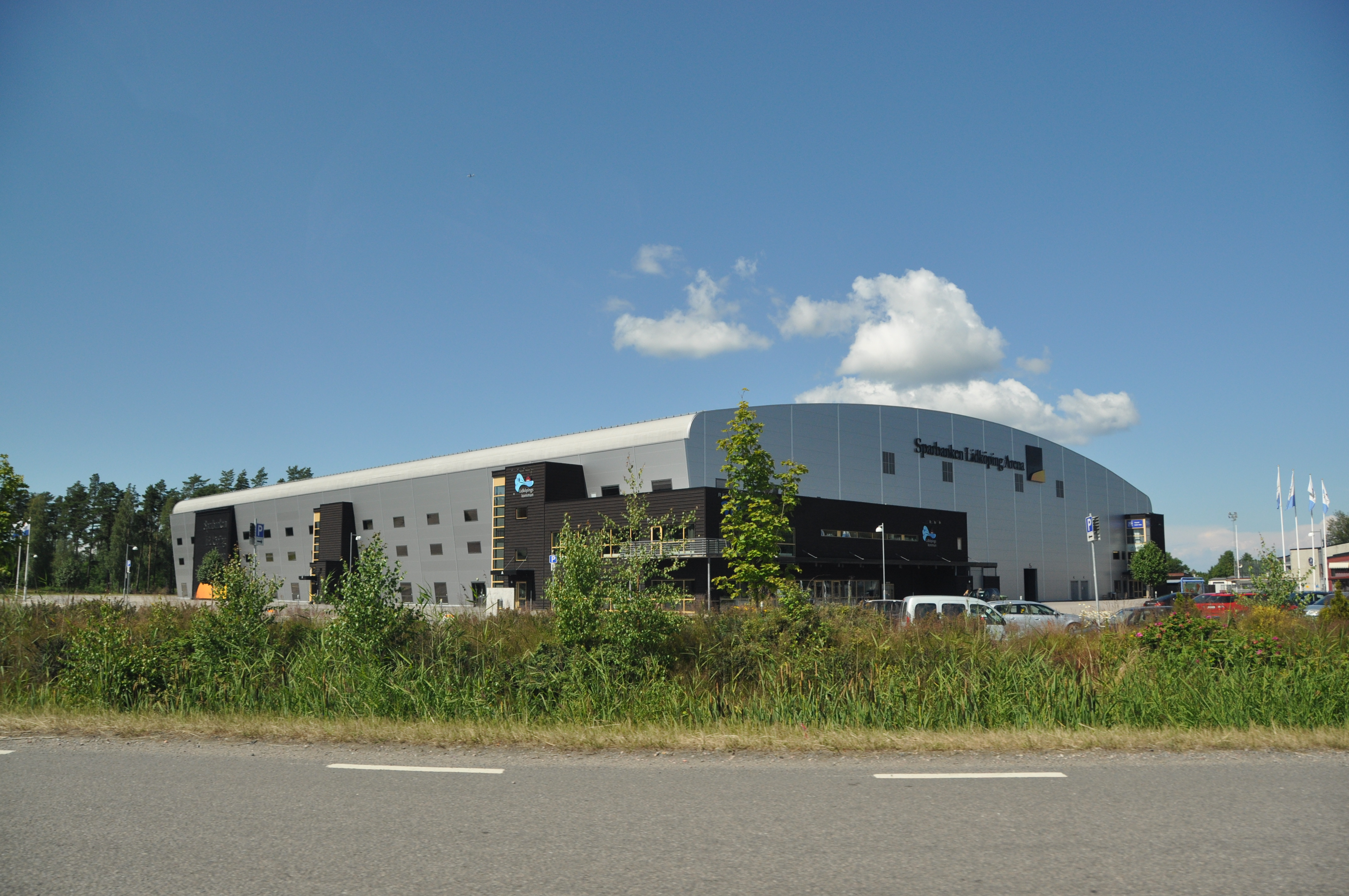
Sparbanken Lidköping Arena
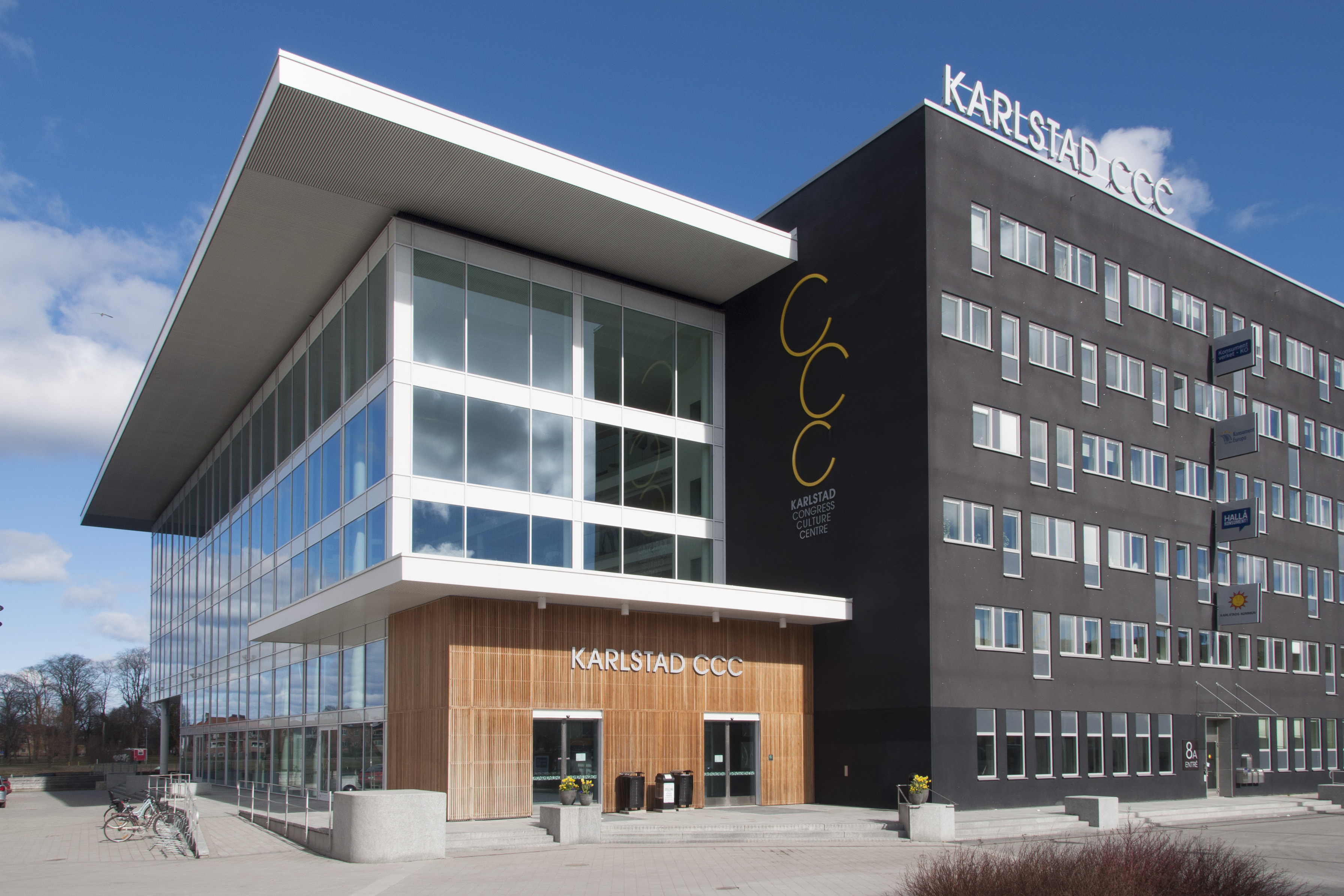
Karlstad CCC